# Adam Riess
Adam Guy Riess (født 16. december 1969) er en amerikansk astrofysiker og Bloomberg Distinguished Professor ved Johns Hopkins University og Space Telescope Science Institute, der er kendt for sin forskning i at bruge supernovaer til at lave kosmologiske målinger.
Sammen med Brian P. Schmidt og Saul Perlmutter har han modtaget både en delt Shaw Prize in Astronomy i 2006 og nobelprisen i fysik i 2011 og Breakthrough Prize in Fundamental Physics i 2015 for at vise, at universets ekspansion accelerer.